# Marathon de Venise
Le marathon de Venise est une épreuve de course à pied de 42,195 km. Ce marathon se court chaque année en octobre, sur un parcours qui commence à Stra et arrive à Venise, à l'église Santa Maria de la Salute.
Le marathon de Venise est le premier marathon italien reconnu par l'Association of International Marathons and Road Races (AIMS) et inscrit au calendrier international de l'IAAF.
Le départ se joue à Stra, la course longe ensuite la rivière Brenta et les célèbres maisons de Palladio, rejoint la ville de Mestre et traverse par le pont de la liberté jusqu'à Venise. Le parcours suit ensuite des ruelles et des quais typiques de la ville, puis traverse le Grand Canal, sur un pont de barques positionné pour l'occasion.
La première édition du "Maratona di Venezia" eut lieu en 1986. L'édition disputée en octobre 2005 accueillit la participation de 7 000 athlètes. Ce marathon est populaire pour les coureurs français puisqu'ils représentent le groupe étranger à l'effectif le plus nombreux.
En 2017, les six marathoniens en tête ont suivi une fausse moto, qui les a aiguillés sur le périphérique de la ville. Dès que la supercherie a été remarqué les coureurs ont rebroussé chemin mais malgré leurs efforts, les six malchanceux n'ont pas réussi à rattraper Eyob Faniel.

## Parcours
Le départ de la course se fait à Stra. Le parcours fera passer les coureurs devant de nombreuses Villas comme celle de Villa Badoer ou la Villa Foscari. Le tracé fait ensuite pénétré les participants dans la lagune et de Venise. S'en suivra ensuite la traversée du très grand Pont de la Liberté qui mène à Venise. L'arrivée est située sur la Riva dei Sette Martiri après un passage sur la Place Saint-Marc.
Les coureurs devront emprunter pas moins de 15 ponts dans la ville dont 1 construit spécialement pour l'évènement qui traverse le Grand Canal.

## Palmarès
| Année | Vainqueur masculin             | Temps           | Vainqueur féminin               | Temps           |
| ----- | ------------------------------ | --------------- | ------------------------------- | --------------- |
| 1986  | Salvatore Bettiol Italie       | 2 h 18 min 44 s | Paola Moro Italie               | 2 h 38 min 10 s |
| 1987  | Salvatore Bettiol Italie       | 2 h 10 min 01 s | Rita Marchisio Italie           | 2 h 29 min 36 s |
| 1988  | Orlando Pizzolato Italie       | 2 h 15 min 24 s | Graziella Striuli Italie        | 2 h 39 min 04 s |
| 1989  | Marco Milani Italie            | 2 h 16 min 08 s | Emma Scaunich Italie            | 2 h 36 min 02 s |
| 1990  | Gelindo Bordin Italie          | 2 h 13 min 41 s | Laura Fogli Italie              | 2 h 38 min 33 s |
| 1991  | Carlo Terzer Italie            | 2 h 14 min 49 s | Antonella Bizioli Italie        | 2 h 36 min 56 s |
| 1992  | Joaquim Pinheiro Portugal      | 2 h 13 min 33 s | Emma Scaunich Italie            | 2 h 35 min 06 s |
| 1993  | Arthur Castro Brésil           | 2 h 10 min 06 s | Helena Javornik Slovénie        | 2 h 37 min 27 s |
| 1994  | Tena Negere Éthiopie           | 2 h 10 min 50 s | Ornella Ferrara Italie          | 2 h 32 min 16 s |
| 1995  | Danilo Goffi Italie            | 2 h 09 min 26 s | Maura Viceconte Italie          | 2 h 29 min 11 s |
| 1996  | Sid-Ali Sakhri Algérie         | 2 h 11 min 11 s | Yelena Mazovka Biélorussie      | 2 h 31 min 07 s |
| 1997  | Antonio Serrano (en) Espagne   | 2 h 11 min 59 s | Irina Kazakova France           | 2 h 33 min 44 s |
| 1998  | Japhet Kosgei Kenya            | 2 h 11 min 27 s | Lucilla Andreucci Italie        | 2 h 30 min 34 s |
| 1999  | Julius Bitok Kenya             | 2 h 10 min 34 s | Sonia Maccioni Italie           | 2 h 28 min 54 s |
| 2000  | John Bungei Kenya              | 2 h 09 min 50 s | Ruth Kutol Kenya                | 2 h 28 min 16 s |
| 2001  | Moges Taye Éthiopie            | 2 h 10 min 08 s | Zahia Dahmani France            | 2 h 33 min 32 s |
| 2002  | David Makori Kenya             | 2 h 08 min 48 s | Anastasia Ndereba Kenya         | 2 h 29 min 03 s |
| 2003  | El Hassan Lahssini France      | 2 h 11 min 01 s | Anne Jelagat Kenya              | 2 h 30 min 16 s |
| 2004  | Raymond Kipkoech Kenya         | 2 h 09 min 54 s | Jane Ekimat Kenya               | 2 h 32 min 08 s |
| 2005  | Chami Moubarak Qatar           | 2 h 09 min 22 s | Emily Kimuria Kenya             | 2 h 28 min 42 s |
| 2006  | Jonathan Kipkorir Kosgei Kenya | 2 h 10 min 18 s | Lenah Jemutai Cheruiyot Kenya   | 2 h 33 min 44 s |
| 2007  | Jonathan Kipkorir Kosgei Kenya | 2 h 12 min 27 s | Lenah Jemutai Cheruiyot Kenya   | 2 h 27 min 02 s |
| 2008  | Joseph Lomala Kenya            | 2 h 11 min 06 s | Anikó Kálovics Hongrie          | 2 h 31 min 24 s |
| 2009  | John Komen Kenya               | 2 h 08 min 13 s | Anne Kosgei Kenya               | 2 h 27 min 46 s |
| 2010  | Simon Mukun Kenya              | 2 h 09 min 35 s | Makda Harun Haji Éthiopie       | 2 h 28 min 08 s |
| 2011  | Tadese Aredo Éthiopie          | 2 h 09 min 13 s | Helena Kirop Kenya              | 2 h 23 min 37 s |
| 2012  | Philemon Kisang Kenya          | 2 h 17 min 00 s | Emebt Etea Bedada Éthiopie      | 2 h 38 min 48 s |
| 2013  | Nixon Machichim Kenya          | 2 h 13 min 10 s | Mercy Kibarus Kenya             | 2 h 31 min 14 s |
| 2014  | Behailu Mamo Éthiopie          | 2 h 16 min 45 s | Konjit Tilahun Éthiopie         | 2 h 40 min 25 s |
| 2015  | Julius Chepkwony Kenya         | 2 h 11 min 08 s | Ehite Gebireyes Éthiopie        | 2 h 35 min 19 s |
| 2016  | Julius Chepkwony Kenya         | 2 h 10 min 22 s | Priscah Jepleting Cherono Kenya | 2 h 27 min 41 s |
| 2017  | Eyob Faniel Italie             | 2 h 12 min 16 s | Sule Utura Éthiopie             | 2 h 29 min 04 s |
| 2018  | Mekuant Ayenew Éthiopie        | 2 h 13 min 23 s | Angela Tanui Kenya              | 2 h 31 min 30 s |
| 2019  | Lencho Tesfaye Anbesa Éthiopie | 2 h 10 min 49 s | Judith Korir Kenya              | 2 h 29 min 21 s |